# Yoon Sun-woo
Yoon Seon-woo (Hangul: 윤선우, RR: Y윤선우; Seúl, 7 de septiembre de 1985) es un actor surcoreano.

## Carrera
Es miembro de la agencia "935 Entertainment".
En 2014 se unió al elenco de la serie Single-minded Dandelion donde interpretó a Shin Tae-oh. El actor Yoo Seung-yong interpretó a Tae-oh de joven.
En el 2016 se unió al elenco recurrente de la serie Moon Lovers: Scarlet Heart Ryeo, donde dio vida al 9.º Príncipe Wang Won.
En 2017 se unió al elenco recurrente de la serie Reunited Worlds, donde interpretó a Sung Yeong-joon, un cirujano de tórax y el hermano de Sung Hae-sung (Yeo Jin-goo). El actor Park Joon-mok interpretó a Yeong-joon de joven.
En el 2018 se unió al elenco de la serie Thirty But Seventeen (también conocida como "Still 17"), donde interpretó al médico residente de neurología Kim Hyung-tae y amigo de Woo Seo-ri (Shin Hye-sun).
En diciembre del 2019 se unió al elenco recurrente de la serie Hot Stove League (también conocida como "Stove League"), donde interpretó a Baek Yeong-soo, el hermano menor de Baek Seung-soo (Namkoong Min).
El 30 de noviembre del 2020 se unirá al elenco de la serie Awaken (también conocida como "Night and Day"), donde dará vida a Moon Jae-woong.

## Filmografía

### Series de televisión
| Año             | Título                                      | Personaje                   | Notas       |
| --------------- | ------------------------------------------- | --------------------------- | ----------- |
| 2022            | Good Job                                    | Kang Tae-joon               | [ 5 ] [ 6 ] |
| 2020 - presente | Awaken                                      | Moon Jae-woong              |             |
| 2020            | To All The Guys Who Loved Me                | exprometido de Seo Hyun-joo | 2 episodios |
| 2020            | The World of the Married                    | Hombre en la Biblioteca     | ep. #16     |
| 2019 - 2020     | Hot Stove League                            | Baek Yeong-soo              |             |
| 2019            | Liver or Die                                | Yoo Heung-man               |             |
| 2018            | Thirty But Seventeen                        | Dr. Kim Hyung-tae           |             |
| 2017            | Reunited Worlds                             | Dr. Sung Yeong-joon         |             |
| 2016            | Moon Lovers: Scarlet Heart Ryeo             | Príncipe Wang Won           |             |
| 2014            | Single-minded Dandelion                     | Shin Tae-oh                 |             |
| 2014            | Drama Special - "You're Pretty, Oh Man-bok" | Joon                        |             |
| 2013            | Shining Romance                             | -                           |             |
| 2011            | Detectives in Trouble                       | -                           |             |
| 2010            | God's Quiz                                  | -                           |             |
| 2003            | Environment Sentai Genta Force              | -                           |             |

### Películas
| Año  | Título                | Personaje                  | Notas                                                                |
| ---- | --------------------- | -------------------------- | -------------------------------------------------------------------- |
| 2018 | Rock N Roll Grandpa   | -                          | junto a Oh Kwang-rok, Yang Seung-ho, Ha Eun-seol y Lee Chae-mi       |
| 2016 | Upstanding Man        | Min-gyoo                   |                                                                      |
| 2013 | Miracle in Cell No. 7 | Miembro de la Conspiración | junto a Ryu Seung-ryong, Kal So-won, Park Shin-hye y Oh Dal-su       |
| 2010 | Bang!                 | -                          |                                                                      |
| 2003 | The Circle            | -                          | junto a Kang Soo-yeon, Jung Woong-in, Choi Jung-yoon y Yoon Joo-sang |

### Teatro
| Año  | Obras           | Personaje | Notas |
| ---- | --------------- | --------- | ----- |
| 2009 | Spring Days     | -         |       |
| 2009 | Crazy Bird      | -         |       |
| 2008 | Ivanov          | -         |       |
| 2008 | From The Bottom | -         |       |
| 2005 | Strangers       | -         |       |
| 2005 | Sinclair        | -         |       |